# Valerie (album)
Valerie je dvanácté studiové album brněnské skupiny Kamelot, které nese jméno dcery frontmana Romana Horkého. Vydáno bylo ve společnosti Venkow Records (A Universal Music Company) v roce 2002.

## Obsazení
Autorem všech textů a hudby je Roman Horký.
Složení skupiny
- Roman Horký – sólovy zpěv, sólové kytary, slide, doprovodné kytary
- Viktor Porkristl – doprovodná kytara, vokál
- Pavel Plch – conga, pekuse, vokál
- Jiří Meisner – baskytara, vokál
- Ladislav Kerndl – sólový zpěv (Podoby), jako host
- Karel Macálka – klávesové nástroje, vokál, jako host
- Jiří Stivín – bicí nástroje, jako host
- Karel Markytán – foukací harmonika (Houká vlak), jako host

## Skladby
1. Jiskra
2. Valerie
3. Podoby
4. Houká vlak
5. Pevný řád
6. Zloděj kytar
7. Kamarádka
8. Indián
9. Ruská
10. Stará láska
11. Hajej dadej
12. Jižní Morava